# Haïti espagnol
 (janvier 2025).
Si vous disposez d'ouvrages ou d'articles de référence ou si vous connaissez des sites web de qualité traitant du thème abordé ici, merci de compléter l'article en donnant les références utiles à sa vérifiabilité et en les liant à la section « Notes et références ».
1821–1822
Entités précédentes :
- Capitainerie générale de Saint-Domingue (Nouvelle-Espagne)

Entités suivantes :
- État unifié d'Haïti

La république d'Haïti espagnol (en espagnol : República del Haití Español) était le nom de l'ancienne colonie espagnole de Saint-Domingue immédiatement après sa déclaration d'indépendance, le 30 novembre 1821. Elle se situait dans la partie orientale de l'île d'Hispaniola.
Les origines de l'Haïti espagnol se trouvent dans le coup d'État contre le gouvernement de Madrid, mené par le général José Núñez de Cáceres. Beaucoup de villes dominicaines arborent alors le drapeau haïtien comme symbole de l'indépendance et en solidarité avec les idées de la révolution haïtienne. Cependant, des forces s'opposent aussi à l'unification avec Haïti, puisque le 1er décembre 1821, une pétition circule pour unifier la vieille colonie de Saint-Domingue avec la Grande Colombie de Simón Bolívar.
Un groupe de politiciens et officiers militaires, cherchant des positions administratives et la stabilité politique, soutient l'unification sous le gouvernement de Jean-Pierre Boyer, président de la république d'Haïti. Boyer veut aussi protéger l'île de la possibilité d'une attaque française ou espagnole, libérer les esclaves de la partie orientale, tout en préservant la liberté des anciens esclaves de la partie occidentale. À la tête d'une armée de 10 000 hommes, il fait son entrée dans Saint-Domingue, le 9 février 1822, sécurisant le pouvoir haïtien sur toute l'île d'Hispaniola.
Les vingt-deux ans d'occupation haïtienne de Saint-Domingue, après une brève période d'indépendance, restent gravés dans la mémoire collective des Dominicains comme une période de régime militaire brutal où l'armée haïtienne a tenté d'éliminer les traditions du pays, notamment en limitant l'utilisation de l'espagnol. En outre, elle s'est adonnée à des expropriations à grande échelle, en particulier en confisquant toutes les terres de l'Église. Le service militaire et la langue française y sont imposés, et l'université de Santo Tomás de Aquino, la plus ancienne d'Amérique, est obligée de fermer ses portes faute d'élèves et de professeurs.
Cette période fait naître chez les Dominicains la perception d'eux-mêmes comme différents des Haïtiens dans la langue, la religion et les traditions. Elle a également créé un profond ressentiment vis-à-vis d'Haïti, vu par beaucoup de Dominicains comme un oppresseur.
L'occupation reste très impopulaire et dure 22 ans jusqu'au 22 février 1844, date du soulèvement des Dominicains qui conduit à l'indépendance de la future République dominicaine.